# كرسول أهلب
كرسول أهلب (الاسم العلمي:Crassula hirsuta) هو نوع نباتي يتبع جنس الكرسول من فصيلة الكرسولية.